# إسلام شحرور
إسلام شحرور (20 مارس 1990 في الجزائر - ) هو لاعب كرة قدم جزائري في مركز الدفاع يلعب حالياً مع نادي مولودية البيض .

## روابط خارجية
- إسلام شحرور على موقع قاعدة بيانات كرة القدم.إي يو (الإنجليزية)
- إسلام شحرور على موقع ناشيونال فوتبول تيمز (الإنجليزية)
- إسلام شحرور على موقع Soccerway.com (الإنجليزية)